# Wesenberg (Stormarn)
Wesenberg es un municipio situado en el distrito de Stormarn, en el estado federado de Schleswig-Holstein (Alemania). Tiene una población estimada, a fines de septiembre de 2024, de 1655 habitantes.
Está integrado en la mancomunidad de municipios (en alemán, amt) de Nordstormarn.
Se localiza al noreste de Hamburgo y el río Elba y al suroeste de la ciudad de Lübeck.